# Classe Satsuma
A Classe Satsuma (薩摩型戦艦) foi uma classe de navios couraçados pré-dreadnought operados pela Marinha Imperial Japonesa, composta pelo Satsuma e Aki. Suas construções começaram no início do século XX no Arsenal Naval de Yokosuka e Arsenal Naval de Kure; o batimento de quilha do Satsuma ocorreu em maio de 1905, enquanto do Aki aconteceu em março do ano seguinte. A classe foi encomendada durante a Guerra Russo-Japonesa como parte do Programa Suplementar Naval de Guerra, com seu projeto sendo semelhante à britânica Classe Lord Nelson.
O armamento principal da Classe Katori era composto por quatro canhões de 305 milímetros e doze canhões de 254 milímetros. O projeto original era para que eles fossem armados com doze canhões de 305 milímetros, porém a escassez de armas do tipo e seu custo adicional levaram a uma revisão do projeto. Havia diferenças nos sistemas de propulsão entre as duas embarcações; o Satsuma era equipado com dois motores de tripla-expansão e vinte caldeiras, enquanto atrasos no construção do Aki permitiram que recebrsse duas turbinas a vapor e quinze caldeiras.
Os dois couraçados foram os primeiros de seu tipo construídos domesticamente no Japão. Ambos tiveram carreiras tranquilas e sem incidentes, com exceção da explosão de um dos canhões do Satsuma em 1911. Eles não participaram de combates na Primeira Guerra Mundial, mas o Satsuma liderou uma esquadra que tomou as possessões alemães das Ilhas Carolinas e Palau em outubro de 1914. Os dois navios foram desarmados em 1922 de acordo com os termos do Tratado Naval de Washington e afundados como alvo de tiro em setembro de 1924.